# Marianna (keresztnév)
A Marianna női név a latin Marianus (magyarul Marián) férfinév latin női párjából, a Marianából eredhet, de lehet a Mariann továbbképzése is. A legtöbb nyelvben ma már a Mária és az Anna összetételének tekintik.

## Rokon nevek
Mariann

## Gyakorisága
Az 1960-as, 70-es és 80-as években gyakori név volt, az 1990-es években már ritka, a 2000-es években nem szerepel a 100 leggyakoribb női név között.

## Névnapok
- április 27.[2]
- április 30.[2]
- november 1.[2]

## Idegen nyelvi változatai
- Marianne (francia)

## Híres Mariannák, Mariannék, Marianne-ok
- Marianne, a francia köztársaság allegorikus alakja

### Magyarok
- Ágopcsa Marianna művészettörténész, műkritikus
- Czeke Marianne könyvtáros
- Csörnyei Marianna matematikus
- Gábor Marianne festő, grafikus
- Krencsey Marianne színésznő
- Majorosi Marianna pedagógus, énekes, táncos
- Maár Mariann fotóművész
- Moór Marianna Kossuth-díjas színésznő
- Nagy Marianna Európa-bajnok műkorcsolyázó
- Nagy Marianna kosárlabdázó
- Nagy Marianna jogász, közigazgatás-tudós
- Nagy Marianna rövidpályás gyorskorcsolyázó
- Nagy Marianna politikus (Civil Mozgalom)
- Pándi Marianne zenetörténész
- Sastin Marianna birkózó
- Sipos Marianna  operaénekes
- Szalay Marianna színésznő
- Szemes Marianne filmrendező, forgatókönyvíró

### Külföldiek
| - Marianne Brandt német festő, szobrász, fotográfus, formatervező - Marianne Faithfull brit énekesnő | - Marianna holland királyi, luxemburgi és oránia–nassaui hercegnő - Marianne von Willemer osztrák költő |